# Helsingborgs landskommun
Helsingborgs landskommun var en kommun i dåvarande Malmöhus län.

## Administrativ historik
Kommunen bildades i Helsingborgs socken i Luggude härad i Skåne 1863. 
I kommunen inrättades 28 november 1890 Helsingborgs landsförsamlings municipalsamhälle, bestående av Stattenaområdet. Municipalsamhället inkorporerades  till del i Helsingborgs stad 1905 och för resterande delar 1907.
Av resterande del av landskommunen inkorporerades i staden, Pålsjöområdet, där byn Senderöd ingick, den 1 januari 1914. År 1918 inkorporerades Sofiero och Tinkarp norr om Pålsjö tillsammans med Gyhult och Brohusen i nordost. Resterande delar av landskommunen inkorporerades 1919.
Staden ombildades 1971 till Helsingborgs kommun.

### Bakgrund
I takt med att befolkningen i staden Helsingborg ökade kraftigt under senare hälften av 1800-talet började också staden växa ut över sina gränser. Runt Stattenahus och Ladugårdshus började samtidigt ett nytt samhälle växa fram med flera industrietableringar och en kraftig befolkningsökning som följd. Detta samhälle kom på grund av de äldre gränsdragningarna att ligga på både landskommunens och stadens område. Detta föranledde den så kallade Oregelbundenhetskommittén, vars uppgift det var att se över oregelbundenheter i gränsdragningarna av kommuner, att år 1882 föreslå en inkorporering av detta område i Helsingborgs stad. Då både Helsingborgs stad och landskommunen motsatte sig förslaget blev det dock inget av frågan just då. År 1890 bildade sedan Stattenaområdet ett municipalsamhälle benämnt Helsingborgs landsförsamlings municipalsamhälle. Trots det ursprungliga motståndet begärde landskommunens municipalsamhälle i december 1897 hos municipalstyrelsen att få bli en del av Helsingborgs stad. Stadsfullmäktige i Helsingborg ställde sig dock tveksam till denna begäran då en inkorporering av området, som dominerades av industrier och arbetarbostäder, ansågs ge ökade utgifter åt staden. Efter yttrande från länsstyrelsen antog man dock begäran, förutom en liten del av dess mark i öster. Huvuddelen av området inkorporerades den 1 januari 1905 och två år senare inkorporerades alla delar av landskommunen som låg inom stadens gränser.
Då det nu stod klart för de styrande i Helsingborgs stad att staden inte kunde växa utan att man införskaffade ny mark beslöt man år 1908 att köpa in egendomen Pålsjö i norr med avsikt att inkorporera dess marker. I allmänhet skedde en förändring i inställningen till inkorporeringar bland de styrande och man siktade in sig på flera områden, främst inom landskommunens område. Resultatet blev att Pålsjöområdet, där byn Senderöd ingick, inkorporerades från landskommunen den 1 januari 1914. År 1918 inkorporerades Sofiero och Tinkarp norr om Pålsjö tillsammans med Gyhult och Brohusen i nordost. Resterande delar av landskommunen inkorporerades 1919. Samma år slogs landsförsamlingen samman med Helsingborgs stadsförsamling för att skapa Helsingborgs församling.